# 오구즈 야브구국
오구즈 야브구국, 또는  오구즈 일리(Oghuz ili, 고대 튀르크어: 오구즈의 땅)는 중앙아시아의 유목민족이었던 오구즈 튀르크가 766년에 건국한 튀르크계 유목국가였으며, 카스피해와 아랄해 연안 사이의 지역에 위치해 있었다. 오구즈인들은 이르기즈, 야이크, 엠바 강, 우일 강, 아랄해 서안, 시르다리야 계곡, 톈산 카라타우 산맥 기슭, 추 강 계곡을 따라서 카자흐스탄 서남부의 광활한 영토를 점령했다(지도 참조). 오구즈 연맹체는 9~10세기에 시르다리야의 중하류 유역에서 발전해 나갔다. 오구즈 야브구국은 언젠가 갑자기 사라졌는데, 이들이 왜, 어째서 사라졌는지는 확실하게 밝혀진 것이 없지만 아마도 11세기 중후반 또다른 튀르크계 부족이었던 키메크와 킵차크에게 멸망한 것으로 추정된다.

## 어원
"오구즈(Ohguz)"라는 이름의 정확한 어원은 불분명하다. 몇몇 주장들에 따르면 아마도 이 용어는 "부족" 또는 "부족 연합"을 의미했으나, 이후에 특정 민족 집단의 이름으로 바뀌었다. 또다른 주장에 따르면 원래 오구즈 지역은 중앙아시아의 남동부 지역을 가르키는 명칭이었으며, 초기 오구즈 연맹체 형성의 시작은 카자흐스탄의 역사적 지명인 제티수(러시아어: Семиреченская, 흔히 세미레치예라고도 함)과 관련이 있을수도 있다고 한다.

## 역사

### 초기 역사
오구즈인들의 국가에 대한 첫 언급은 아랍 지리학자 야쿠비가 토쿠즈 오구즈, 키메크, 카를루크에 대해 오구즈의 전쟁을 언급한 것이다. 또 다른 지리학자 이븐 알 파키는 오구즈가 키메크, 토쿠즈 오구즈와 함께 튀르크 신화 속의 '왕'(말리크)이었으며 튀르크인들에게 널리 숭배되었다고 기록하였다. 옛 오구즈의 수도는 제티수의 구지야를 근거지로 했다.
7~8세기로 거슬러 올라가서, 그 시기에 쓰여진 중국 연대기에 따르면 이식쿨-탈라스 일대에는 "구수(중국어: 姑蘇 Gūsū[*])라 불리는, 서돌궐 부족들 가운데 "10개의 화살 연맹"에 속하지 않는 특이한 튀르크 부족이 있었다고 한다. 소련의 역사학자인 유리 주에브(1960)는 이 구수와 오구즈 튀르크가 어떠한 연관성을 가지고 있지 않을까 의심한다.  그는 두 개의 비슷한 사료ㅡ "삼궐(三屈)"(< MC *k(h)ɨut̚)을 언급한 『태백음경(太白陰經)』과 튀르크계 구즈(Ġuz)의 세 집단을 언급한 알 마수디의 역사서인 『금의 초원과 보석 광산(Murūj aḏ-Ḏahab wa-Maʿādin al-Jawhar)』ㅡ을 인용한다. 피터 B.골든은 서로 이름이 비슷한 두 집단, 즉 위구르족의 기원 집단인 "토구즈 오구즈(九姓, 구성)"과 트란스옥시아나에 오구즈 야브구국을 형성한 오구즈족이 서로 같은 민족이 아니라고 주장했는데 이스타크리와 무함마드 이븐 마흐무드 알 투쉬가 토구즈 오구즈와 오구즈족을 별개의 민족으로 구분하고, 이는 이븐 알 파키가 "이교도인 튀르크-오구즈, 토쿠즈-오구즈, 카를루크"라고 기록했기 때문이다. 골든은 또한 괵튀르크족과 위구르족 사이의 혼란에 주목하면서, 이때의 오구즈는 토구즈 오구즈나 또다른 민족 집단을 지칭한 것이라고 했다. 한편 알 마르와지의 저서에는 트란스옥시아나와 호라즘의 경계 사이에 '토쿠즈 카간'이 통치하고 '토쿠즈 오구즈'에 속했던 12개의 오구즈 부족들이 있었으며, 개중에서도 별다른 접두사 없이 단지 '오구즈'라는 이름을 가진 부족이 있었다고 소개한다. 이를 근거로 보았을때, 오구즈족은 아마도 토쿠즈 오구즈 씨족의 잔재이거나 기껏해야 그 부족의 몇몇 핵심 집단들이 떨어져 나와 별도로 세운 연맹체였을 가능성이 높다. 오구즈 연맹체의 중심지는 서돌궐의 멸망 이후 등장한 튀르게쉬의 압박으로 인해 제티수 지역에서 점차 시르다리야강 하류 지역으로 이동해갔다.
766년 카를루크는 제티수(오늘날 카자흐스탄 남동부)에 있던 튀르게쉬를 물리치고는 그들 야브구의 통치 아래 그곳을 기반으로 새로운 카간국을 형성했다. 이에 따라 그 지역의 중심지는 카를루크의 본거지이자 옛 서돌궐의 수도였던 수야브로 옮겨졌다. 그 뒤 우흐-카를루크(세 카를루크) 연맹을 구성하던 다른 부족들 대부분이 알타이를 떠나면서, 제티수의 패권은 완전히 카를루크에게로 넘어갔다. 이때 오구즈 연맹체는 튀르게쉬의 멸망 이후 카를루크와의 주도권 싸움에서 패배했으며, 때문에 제티수에 있던 오구즈인들의 상당수가 카라타우 산맥 기슭과 이식쿨 유역의 추 계곡 인근으로 대거 이주했다.
9세기가 시작될 무렵에, 오구즈 연맹체는 카를루크 및 키메크인과 동맹을 맺고 카자흐스탄 북부의 캉가르 연맹을 무너뜨렸으며 시르다리야 강과 아랄해 스텝 지역의 하류를 점령하여 이전에 있던 캉가르와 페체네그를 대신했다. 시르다리야 캉가르족의 대부분은 오구즈 연맹체에게 합류했고, 그 중 일부는 서쪽으로, 더 나아가 흑해 북부 지역까지 도달하여 그곳으로 이주했다. 이 무렵 오구즈족은 새로운 연맹 국가를 형성했는데, 곧 그것은 "오구즈 야브구국(영어: Oghuz Yabgu State)"으로 알려지게 되었다.
그 나라는 그들 통치자의 오구즈 야일라(여름 휴양지)였던 양기켄트에 수도를 두었다. 오구즈국의 영역은 한 언급에 따르면 "남쪽으로는 이식쿨과 알말리크, 서쪽으로는 사이람, 동쪽으로는 시르다리야 강 하구에 위치한 양기켄트, 그리고 남쪽으로는 카라쿰 강(사막)까지 미쳤다고 한다.
오구즈국의 통치자의 칭호는 칸, 카간/하칸 등 다른 튀르크 군주의 그것과 비슷했지만, 처음에는 이보다 한 단계 낮은 야브구를 취했다. 군대는 '수바시(Subaşı)'라는 장군이 통솔했는데, 이는 '군대'라는 뜻의 "수(sü)"와 '수장' 또는 '통치자'라는 뜻의 "바시(başı)"가 합쳐진 것으로 보인다.

### 정치적 역사
오구즈 야브구국은 유라시아의 군사 및 정치 역사에서 중요한 역할을 했다.
965년에 오구즈인들은 동유럽의 키이우 루스와 동맹을 맺고 하자르를 견제했다. 양측 사이의 동맹은 985년 볼가강 불가리아를 물리치면서 더욱 견고해졌으며 이에 따라 오구즈 야브구국의 정치적 영향력 역시 그 지역 일대에서 높아졌다.
10~11세기에 접어들자 정부의 과도한 세금에 반대하는 여러 봉기가 터져나왔다. 반란은 특히 알리 야브구가 통치하는 10세기 후반부터 더 빈발하고 거세지기 시작했다. 본래 오구즈 국가의 통치자(야브구) 휘하에서 일하던 셀주크 씨족은 이 시기에 잔드를 점령하고는 이들로부터 독립해버렸다. 이들은 이곳에서 이슬람으로 모두 개종했다.
마지막 야브구인 샤 말리크의 통치 기간 동안 오구즈 야브구국은 급격히 반등했다. 1041년, 샤 말리크는 가즈나 왕조로부터 호라즘을 정복했지만 2년 뒤에 셀주크 군대에게 사로잡혀 처형되었다.
내부 혼란과 셀주크족과의 갈등은 오구즈 야브구국을 크게 약화시켰는데, 이는 주변에 있던 다른 민족들의 침입과 그들 국가의 멸망을 불러왔다. 얼마 지나지 않아 오구즈인들은 키메크인과 킵차크족의 공격을 받았으며 이들의 압력으로 오구즈족은 두 분파로 분열되었다. 상당수는 스텝 지대를 따라 동유럽으로 서진했지만, 다른 이들은 그들의 친척이었던 셀주크 씨족을 따라 페르시아, 아제르바이잔, 소아시아 등지로 이주했다. 한편 또다른 일부는 카라한 칸국과 셀주크 제국 사이의 호라산에 있었으며, 옛 국가의 폐허에 남아있던 잔당들은 이후 형성된 쿠만-킵차크 연맹에게 흡수되어 사라졌다.
11세기에 페르시아와 근동을 향해 오구즈족들의 대대적인 이주가 시작되었다. 이는 근본적으로는 셀주크 씨족의 지도자인 투으룰과 차으르에 의해 촉발된 것이었는데, 이 물결은 시간이 지남에 따라 셀주크 제국으로 변모했다. 1025년, 셀주크 씨족의 일부가 니사를 중심으로 오늘날의 투르크메니스탄 일대(호라산)에 정착했다. 1034~1035년 사이에 이들은 투으룰-차으르 형제와 합류했고, 다시 1040년 이후에는 당대 동방 이슬람 세계의 패자였던 가즈나 왕조를 단다나칸 전투에서 패퇴시킨 후 서쪽으로 팽창하여 중앙아시아, 페르시아, 메소포타미아, 소아시아, 카프카스, (일시적이지만) 레반트까지 아우르는 대제국을 건설했다.
오구즈 국가는 약 3세기 동안 존속했다. 그들의 뒤를 이은 또다른 튀르크계 부족인 키메크와 킵차크는 12세기에 새로운 국가를 형성했다. 이들의 잔재는 훗날 13세기 몽골 제국의 파괴적인 침공이 있기 전까지 이 지역에서 살아남았을 것이다.

## 정치 체제
유목민들이 건국한 국가답게, 그들 사회의 경제적 기반은 유목사회에서 생산수단의 역할을 담당하는 가축의 사적 소유였다. 오아시스, 강, 계곡, 습지에 있는 오래된 농업 공동체에 대해서는 알려진 바가 거의 없다. 그들 치하의 일부 도시에서는 캐러밴 상인들과 수공업 장인들이 계속 거주하고 있었다.
국가 통치자의 칭호는 오구즈 '야브구'국이라는 명칭에서 알 수 있듯이 야브구였으며, 한 가문 내에서 세습되었다. 왕위 계승자는 이날이라고 불렸고, 이들을 담당하는 스승인 아타베그가 있었다. 야브구 선거는 부족 의회에서 실시되었는데, 통치자는 가장 강력한 씨족 출신의 관습법이자 일종의 불문율인 '퇴레(töre, 고대 튀르크어: 𐱅𐰇𐰼)'에 의해 선출되었다. 통치자의 아내는 카툰이라는 칭호를 받았으며 궁정에서 중요한 역할을 담당했다.
야브구는 '쿨-에르킨'이라는 지역 영주나 토후들의 도움을 받아 국가를 경영하고 세금을 걷었다. 한편 중요 거점들은 군부를 구성하는 튀르크 군벌들이 장악하고 있었는데, 상술했듯이 이들의 수장은 '수바시'라고 불렸다. 수바시는 군사 위원회를 따로 소집할 수 있었으며, 이들의 지지를 받아 국가 정치에 적극적으로 영향력을 행사할 수 있었다.
오구즈 야브구국은 '우루크(uruk)'와 '아이막(aimak)'이라는 이름으로 세분화되었다. 우루크는 각 부족들의 영역을 지정한 것이었으며, 아이막은 국가에서 설정한 행정 구역이었다. 튀르크어에서는 씨족과 부족들의 연맹체, 또는 거대 부족 동맹을 '일(il, 국가)'라고 부른다. 10세기 말에는 공식적으로 행정 체계와 정기적인 세금 납부법이 만들어졌다.
주요 종교는 전통적으로 그들이 믿어왔던 텡그리교였다.

## 민족 구성
오구즈 야브구국의 세력 기반은 제티수와 시베리아 남부의 반유목민들, 그리고 중앙아시아의 여러 유목 부족들ㅡ유그라, 차를루크, 할라즈, 키메크, 카를루크, 이무르, 바얀두르, 케이, 오구즈 야브구국에 멸망당한 캉가르 연맹의 나머지 유목민들ㅡ과 일부 정착민들을 포함했다. 이 국가는 민족적인 측면에서 대단히 이질적이었다. 도시와 시골 지역에는 튀르크어 및 호라즘어를 사용하는 인구가 거주했다. 오구즈 민족 공동체의 개혁은 엄청나게 복잡하고 긴 과정이었다.
카라한 칸국의 학자 마흐무드 카슈가리(1005?~1102)의 11세기 저서 『튀르크어의 개요(Dīwān Lughāt al-Turk)』에 따르면, 오구즈 연맹체는 원래 24개의 부족으로 구성되어 있었지만 할라즈 2개 부족이 일찍이 연맹을 탈퇴함으로써 최종적으로는 22개 부족이 되었다고 한다. 하지만 카슈가리와 거의 동시대에 살았던 샤라프 알자만 알 마르와지(1056/57~1124/25)는 12개의 오구즈 부족만 언급했다. 훗날의 이슬람 학자인 라시드 앗딘, 아불 가지 바하두르 및 『셀주크나메』와 같은 기록은 카슈가리의 언급에서 차를루크를 지우고 키지크, 카르킨, 야팔리 부족을 새롭게 추가했으며, 24개 부족을 두 그룹으로 나누어 하나는 부즈크/바주크(튀르크어&투르크멘어: 보조클라Bozoklar - 회색 화살 - 우익), 나머지 하나는 우추크(튀르크어&투르크멘어: 우조클라)Üçoklar - 세 개의 화살 - 좌익)로 깔끔하게 구분했다.

## 같이 보기
- 셀주크 제국
- 오스만 제국
- 카라 코윤루
- 아크 코윤루
- 캉가르 연맹
- 키메크-킵차크 연맹
- 쿠만-킵차크 연맹
- 오구즈 튀르크
- 오구즈어파
- 투르크멘인

## 야브구 목록
(약 600~1042)

수도: 양기켄트
1. 이날 야비(600년경)
2. 두일리 카이
3. 이르키(또는 이르킨)
4. 투만
5. 칸리 야
6. 무르 야비
7. 카라 칸
8. 부그라 칸
9. 쿠지 테킨
10. 아르슬란
11. 우스만
12. 이슬리
13. 샤이반(또는 시반)
14. 부란
15. 알리 칸(980~998년경)
16. 샤 말리크 (998~1042)

### 설명주
1. ↑  "십전(중국어: 十箭 Shí Jiàn[*] 10개의 화살) (고튀르크어 𐰆𐰣:𐰸, 오노크On Oq) 및 "구성(중국어: 九姓 Jĭu Xìng[*] 9개의 성)  (고튀르크어: 𐱃𐰸𐰆𐰔:𐰆𐰍𐰔, 토구즈 오구즈Toquz Oğuz")과는 구분된다.
2. ↑  현재는 아무도 살지 않아 버려진 유령도시가 되었다. 오늘날의 얀켄트.
3. ↑  아마도 오늘날의 한자 '수자리 수(戍)'와 대응되는 상고한어 '수(śwò, 변방 수비군)'에서 유래한 것으로 추정된다
4. ↑  이들은 오늘날 튀르크멘인의 조상이 되었다.

### 인용주
1. ↑  "Oghuz Djabgu state (9th - early 11th centuries)", Qazaqstan Tarihy
2. ↑  Jiu Tangshu 215b Helu txt. "統處月、處蜜、姑蘇、歌邏祿、弩失畢五姓之眾" tr. "(Helu) governed the mass, [consisting] of the Chuyue, Chumi, Gusu, Geluolu, and Nushibi - five clans-"
3. ↑  Tongdian vol. 199
4. ↑  Jiu Tangshu vol. 194b
5. ↑  Zuev Yu.A., Horse Tamgas from Vassal Princedoms (Translation of Chinese composition "Tanghuyao" of 8th–10th centuries), Kazakh SSR Academy of Sciences, Alma-Ata, I960, p. 133-134 (In Russian) quote: "In the 8th century, Oghuzes were already on Syr-Darya outside of the Ten Arrows Turkic Kaganate )"
6. ↑  Li Quan, Taibo Yinjing "Vol. 1-3", Zhejiang University Library Copy. p. 99 of 102 or Shoushange congshu 守山閣叢書 version p. 51 of 222
7. ↑  Al-Mas'udi Meadows of Gold and Mines of Gems vol. 1 p. 238-239. translated by Aloys Spreger
8. ↑  Golden, Peter B. The Turkic Word of Mahmud al-Kashgari, p. 511
9. ↑  Golden, Peter B. The Turkic Word of Mahmud al-Kashgari, p. 507-511
10. ↑  Golden, Peter B. (1992). An Introduction to the History of the Turkic People. Otto Harrassowitz, Wiesbaden. p. 198
11. ↑  Golden (1992) pp. 206-207
12. ↑  Bartold W.W., "Sketch of the Jeti-su history", Frunze, 1943, pp. 20–21
13. ↑  Kononov A.N., Genealogy of Turkmens, Moscow-Leningrad, USSR Academy of Sciences, 1958, p. 81 (Кононов А.Н., Родословная туркмен. Сочинение Абу-л-гази, хана хивинского, Москва-Ленинград, АН СССР, 1958) (In Russian)
14. ↑  Dybo, Anna (2014), “Early contacts of Turks and problems of Proto-Turkic reconstruction”, in Tatarica, 2, p. 8

| 이전 제티수의 오구즈 튀르크 연맹체 | 오구즈 야브구국 8~12세기 | 이후 셀주크 제국 |